# Christoph Friedrich von Stälin
Christoph Friedrich (von) Stälin, född 4 augusti 1805 i Calw, död 12 augusti 1873 i Stuttgart, var en tysk historiker.
Stälin studerade i Tübingen och Heidelberg och blev 1826 bibliotekarie i Stuttgart. Av hans skrifter är Wirtembergische Geschichte (1841) det viktigaste.